# Bahnstrecke Bordeaux-Benauge–La Sauvetat-du-Dropt
| Bahnhof Souys, ca. 1930 |                      |                                                  |                                                  |
| Lage der Bahnhöfe in Bordeaux, rechtes Ufer |                      |                                                  |                                                  |
| Streckennummer (SNCF): | 637 000              |                                                  |                                                  |
| Kursbuchstrecke (SNCF): | 110                  |                                                  |                                                  |
| Streckenlänge: | 98 km                |                                                  |                                                  |
| Spurweite: | 1435 mm (Normalspur) |                                                  |                                                  |
| Maximale Neigung: | 15 ‰                 |                                                  |                                                  |
| |                      |                                                  |                                                  |
| \| \| ~-2,8 \| Bordeaux-Bastide \| Bordeaux-Bastide \| \| \| ~-1,2 \| Bahnstrecke Chartres–Bordeaux von Paris \| Bahnstrecke Chartres–Bordeaux von Paris \| \| \| ~-0,1 \| Bahnstrecke Paris–Bordeaux von Paris-Austerlitz \| Bahnstrecke Paris–Bordeaux von Paris-Austerlitz \| \| \| \| Cours Gambetta \| \| \| \| 0,0 581,8 \| Bordeaux-Benauge (1892–2007), Keilbahnhof \| Bordeaux-Benauge (1892–2007), Keilbahnhof \| \| \| ~0,4 \| Bahnstrecke Paris–Bordeaux nach Bordeaux-St-Jean \| Bahnstrecke Paris–Bordeaux nach Bordeaux-St-Jean \| \| \| \| Bordeaux-Passerelle bis 1892 \| \| \| \| ~1,1 \| Floirac \| Floirac \| \| \| 1,8 \| La Souys \| La Souys \| \| \| 4,6 \| Bouliac \| Bouliac \| \| \| ~7,5 \| Pimpine \| Pimpine \| \| \| 7,7 \| Latresne \| Latresne \| \| \| 10,4 \| Citon-Cénac \| Citon-Cénac \| \| \| 13,2 \| Lignan-de-Bordeaux \| Lignan-de-Bordeaux \| \| \| 17,1 \| Sadirac \| Sadirac \| \| \| ~21,6 \| D 671 (ehem. N 671) \| D 671 (ehem. N 671) \| \| \| ~21,7 \| Créon \| Créon \| \| \| ~26,1 \| La Sauve \| ~80 m \| \| \| ~26,8 \| Souterrain de La Sauve (259 m) \| Souterrain de La Sauve (259 m) \| \| \| 32,5 \| Espiet \| Espiet \| \| \| ~34,5 \| Steinbruch Espiet \| Steinbruch Espiet \| \| \| ~34,8 \| Steinbruch Daignac \| Steinbruch Daignac \| \| \| 36,3 \| Daignac \| Daignac \| \| \| 41,6 \| Bellefond \| ~22 m \| \| \| 44,6 \| Frontenac \| ~29 m \| \| \| 49,3 \| Saint-Brice \| ~61 m \| \| \| ~49,9 \| D 671 (ehem. N 671) \| D 671 (ehem. N 671) \| \| \| ~55,6 \| D 670 (ehem. N 670) \| D 670 (ehem. N 670) \| \| \| 55,9 \| Sauveterre-de-Guyenne \| ~55 m \| \| \| ~56,7 \| Vignague \| Vignague \| \| \| 61,7 \| Saint-Martin-du-Puy \| ~41 m \| \| \| ~62,7 \| Ségur \| Ségur \| \| \| ~65,9 \| Mesterrieux \| ~20 m \| \| \| 68,2 \| Neuffons \| ~23 m \| \| \| ~73,9 \| Monségur (Gironde) \| ~26 m \| \| \| ~79,3 \| Département Gironde/Lot-et-Garonne \| Département Gironde/Lot-et-Garonne \| \| \| 77,1 \| Dieulivol \| Dieulivol \| \| \| ~81,0 \| Dourdèze \| Dourdèze \| \| \| ~82,4 \| D 668 (ehem. N 668) \| D 668 (ehem. N 668) \| \| \| ~82,9 \| Duras \| ~31 m \| \| \| ~84,0 \| D 708 (ehem. N 708) \| D 708 (ehem. N 708) \| \| \| 89,4 \| Auriac-sur-Dropt \| ~41 m \| \| \| ~93,4 \| D 668 (ehem. N 668) \| D 668 (ehem. N 668) \| \| \| 93,6 \| Moustier \| ~33 m \| \| \| ~96,1 \| Dropt \| Dropt \| \| \| ~98,0 \| Bahnstrecke Magnac-Touvre–Marmande v. Marmande \| Bahnstrecke Magnac-Touvre–Marmande v. Marmande \| \| \| 98,0 650,4 \| La Sauvetat-du-Dropt Keilbahnhof \| ~45 m \| \| \| ~98,0 \| D 933 (ehem. N 133) \| D 933 (ehem. N 133) \| \| \| \| Bahnstrecke Magnac-Touvre–Marmande n. Bergerac \| \| |                      |                                                  |                                                  |
| Kopfbahnhof Streckenanfang (Strecke außer Betrieb) | ~-2,8                | Bordeaux-Bastide                                 | Bordeaux-Bastide                                 |
| Abzweig geradeaus und nach links (Strecke außer Betrieb) | ~-1,2                | Bahnstrecke Chartres–Bordeaux von Paris          | Bahnstrecke Chartres–Bordeaux von Paris          |
| Abzweig ehemals geradeaus und von links | ~-0,1                | Bahnstrecke Paris–Bordeaux von Paris-Austerlitz  | Bahnstrecke Paris–Bordeaux von Paris-Austerlitz  |
| Brücke |                      | Cours Gambetta                                   | Cours Gambetta                                   |
| ehemaliger Haltepunkt / Haltestelle | 0,0 581,8            | Bordeaux-Benauge (1892–2007), Keilbahnhof        | Bordeaux-Benauge (1892–2007), Keilbahnhof        |
| Abzweig ehemals geradeaus und nach rechts | ~0,4                 | Bahnstrecke Paris–Bordeaux nach Bordeaux-St-Jean | Bahnstrecke Paris–Bordeaux nach Bordeaux-St-Jean |
| Betriebs-/Güterbahnhof Streckenanfang und quer · Abzweig geradeaus und von rechts (Strecke außer Betrieb) |                      | Bordeaux-Passerelle bis 1892                     | Bordeaux-Passerelle bis 1892                     |
| Haltepunkt / Haltestelle (Strecke außer Betrieb) | ~1,1                 | Floirac                                          | Floirac                                          |
| Bahnhof (Strecke außer Betrieb) | 1,8                  | La Souys                                         | La Souys                                         |
| Haltepunkt / Haltestelle (Strecke außer Betrieb) | 4,6                  | Bouliac                                          | Bouliac                                          |
| Brücke über Wasserlauf (Strecke außer Betrieb) | ~7,5                 | Pimpine                                          | Pimpine                                          |
| Haltepunkt / Haltestelle (Strecke außer Betrieb) | 7,7                  | Latresne                                         | Latresne                                         |
| Haltepunkt / Haltestelle (Strecke außer Betrieb) | 10,4                 | Citon-Cénac                                      | Citon-Cénac                                      |
| Haltepunkt / Haltestelle (Strecke außer Betrieb) | 13,2                 | Lignan-de-Bordeaux                               | Lignan-de-Bordeaux                               |
| Haltepunkt / Haltestelle (Strecke außer Betrieb) | 17,1                 | Sadirac                                          | Sadirac                                          |
| Bahnübergang (Strecke außer Betrieb) | ~21,6                | D 671 (ehem. N 671)                              | D 671 (ehem. N 671)                              |
| Bahnhof (Strecke außer Betrieb) | ~21,7                | Créon                                            | Créon                                            |
| Bahnhof (Strecke außer Betrieb) | ~26,1                | La Sauve                                         | ~80 m                                            |
| Tunnel (Strecke außer Betrieb) | ~26,8                | Souterrain de La Sauve (259 m)                   | Souterrain de La Sauve (259 m)                   |
| Haltepunkt / Haltestelle (Strecke außer Betrieb) | 32,5                 | Espiet                                           | Espiet                                           |
| Abzweig geradeaus und nach links (Strecke außer Betrieb) | ~34,5                | Steinbruch Espiet                                | Steinbruch Espiet                                |
| Abzweig geradeaus und von rechts (Strecke außer Betrieb) | ~34,8                | Steinbruch Daignac                               | Steinbruch Daignac                               |
| Haltepunkt / Haltestelle (Strecke außer Betrieb) | 36,3                 | Daignac                                          | Daignac                                          |
| Bahnhof (Strecke außer Betrieb) | 41,6                 | Bellefond                                        | ~22 m                                            |
| Bahnhof (Strecke außer Betrieb) | 44,6                 | Frontenac                                        | ~29 m                                            |
| Haltepunkt / Haltestelle (Strecke außer Betrieb) | 49,3                 | Saint-Brice                                      | ~61 m                                            |
| Bahnübergang (Strecke außer Betrieb) | ~49,9                | D 671 (ehem. N 671)                              | D 671 (ehem. N 671)                              |
| Bahnübergang (Strecke außer Betrieb) | ~55,6                | D 670 (ehem. N 670)                              | D 670 (ehem. N 670)                              |
| Bahnhof (Strecke außer Betrieb) | 55,9                 | Sauveterre-de-Guyenne                            | ~55 m                                            |
| Brücke über Wasserlauf (Strecke außer Betrieb) | ~56,7                | Vignague                                         | Vignague                                         |
| Haltepunkt / Haltestelle (Strecke außer Betrieb) | 61,7                 | Saint-Martin-du-Puy                              | ~41 m                                            |
| Brücke über Wasserlauf (Strecke außer Betrieb) | ~62,7                | Ségur                                            | Ségur                                            |
| Bahnhof (Strecke außer Betrieb) | ~65,9                | Mesterrieux                                      | ~20 m                                            |
| Haltepunkt / Haltestelle (Strecke außer Betrieb) | 68,2                 | Neuffons                                         | ~23 m                                            |
| Bahnhof (Strecke außer Betrieb) | ~73,9                | Monségur (Gironde)                               | ~26 m                                            |
| Grenze (Strecke außer Betrieb) | ~79,3                | Département Gironde/Lot-et-Garonne               | Département Gironde/Lot-et-Garonne               |
| Haltepunkt / Haltestelle (Strecke außer Betrieb) | 77,1                 | Dieulivol                                        | Dieulivol                                        |
| Brücke über Wasserlauf (Strecke außer Betrieb) | ~81,0                | Dourdèze                                         | Dourdèze                                         |
| Bahnübergang (Strecke außer Betrieb) | ~82,4                | D 668 (ehem. N 668)                              | D 668 (ehem. N 668)                              |
| Bahnhof (Strecke außer Betrieb) | ~82,9                | Duras                                            | ~31 m                                            |
| Bahnübergang (Strecke außer Betrieb) | ~84,0                | D 708 (ehem. N 708)                              | D 708 (ehem. N 708)                              |
| Haltepunkt / Haltestelle (Strecke außer Betrieb) | 89,4                 | Auriac-sur-Dropt                                 | ~41 m                                            |
| Bahnübergang (Strecke außer Betrieb) | ~93,4                | D 668 (ehem. N 668)                              | D 668 (ehem. N 668)                              |
| Bahnhof (Strecke außer Betrieb) | 93,6                 | Moustier                                         | ~33 m                                            |
| Brücke über Wasserlauf (Strecke außer Betrieb) | ~96,1                | Dropt                                            | Dropt                                            |
| Abzweig geradeaus und von rechts (Strecke außer Betrieb) | ~98,0                | Bahnstrecke Magnac-Touvre–Marmande v. Marmande   | Bahnstrecke Magnac-Touvre–Marmande v. Marmande   |
| Bahnhof (Strecke außer Betrieb) | 98,0 650,4           | La Sauvetat-du-Dropt Keilbahnhof                 | ~45 m                                            |
| Bahnübergang (Strecke außer Betrieb) | ~98,0                | D 933 (ehem. N 133)                              | D 933 (ehem. N 133)                              |
| |                      | Bahnstrecke Magnac-Touvre–Marmande n. Bergerac   |                                                  |

Die West-Ost-gerichtete Bahnstrecke Bordeaux-Benauge–La Sauvetat-du-Dropt war eine normalspurige, eingleisige Eisenbahnstrecke in den südfranzösischen Départements Gironde und Lot-et-Garonne. Die 1873 eröffnete, ehemals 98 km lange Strecke wurde 1994 geschlossen und wenig später entwidmet. 2010 wurde die Trasse von Bordeaux aus auf etwa 50 km in eine Voie verte umgewandelt und nach der in den 1930er Jahren aktiven Radfahrlegende Roger Lapébie benannt.

## Geschichte
Das Interesse am Bau dieser Strecke rührt vom Transport großer Grundstoffmengen der beiden Steinbrüche von Espiet und Daignac auf dem Plateau zwischen Entre-Deux-Mers und La Sauve her. Erste Planungsaktivitäten einer pferdebespannten Schienenverbindung gehen auf das Jahr 1856 zurück, doch erst 1869 erteilte das Département Gironde den beiden Ingenieuren Riche und Alfred Chretien (1832–1887), die zuvor am Bau des Suezkanals beteiligt waren, eine Konzession von lokalem Interesse für den Bau und Betrieb. Dafür wurde die Compagnie du Chemin de fer de Bordeaux à La Sauve gegründet. Zunächst verhinderten die Gemeinden, die der Trassierung zustimmen sollten, eine rasche Umsetzung: „Im letzten Bericht (25. August 1867) über die Gemeindebeteiligungen heißt es: 16 von fünfunddreißig befragten Gemeinden lehnten ab, vier antworteten nicht, die anderen versprachen Zuschüsse unter bestimmten Bedingungen. Nur vier Gemeinden waren bereit, einen Zuschuss ohne Bedingungen zu zahlen.“ Wegen des Deutsch-Französischen Kriegs verzögerte sich der Bau weiter und die Eröffnung der Strecke erfolgte zum 15. Mai 1873. Die 27 km lange Strecke war eingleisig angelegt und besaß 89 Bahnübergänge. Sie war für Geschwindigkeiten von 25 bis 35 km/h ausgelegt.
Schon ein Jahr später geriet das Unternehmen in finanzielle Schwierigkeiten und zwang die Konzessionäre, zum 1. Juni 1874 mit der Compagnie des Charentes zu fusionieren, die ihrerseits zum 10. Mai 1878 in das Auffangnetz der neu gegründeten Chemins de fer de l’État integriert wurde. 1883 wurde sie wieder daraus entlassen und wechselte zur Compagnie du chemin de fer de Paris à Orléans (PO), dem vierten Betreiber innerhalb der ersten zehn Jahre ihres Bestehens.
Um einen effektiveren Betrieb zu gestalten, wurde 1892 der Endbahnhof für Personenzüge von Bordeaux-Passerelle zum Bahnhof Bordeaux-Bastide verlegt. Dieser Bahnhof war vor dem Brückenbau über die Garonne der Endbahnhof der von Norden kommenden Strecken. Der ehemalige Endbahnhof Passerelle wurde weiterhin noch für Güterabfertigung zum Verladen von Schiffen genutzt, vor allem mit Holz und Wein. Im Bahnhof Benauge gab es Übergang zur Bahnstrecke Chartres–Bordeaux und somit zum Bahnhof Bordeaux-Saint-Jean.

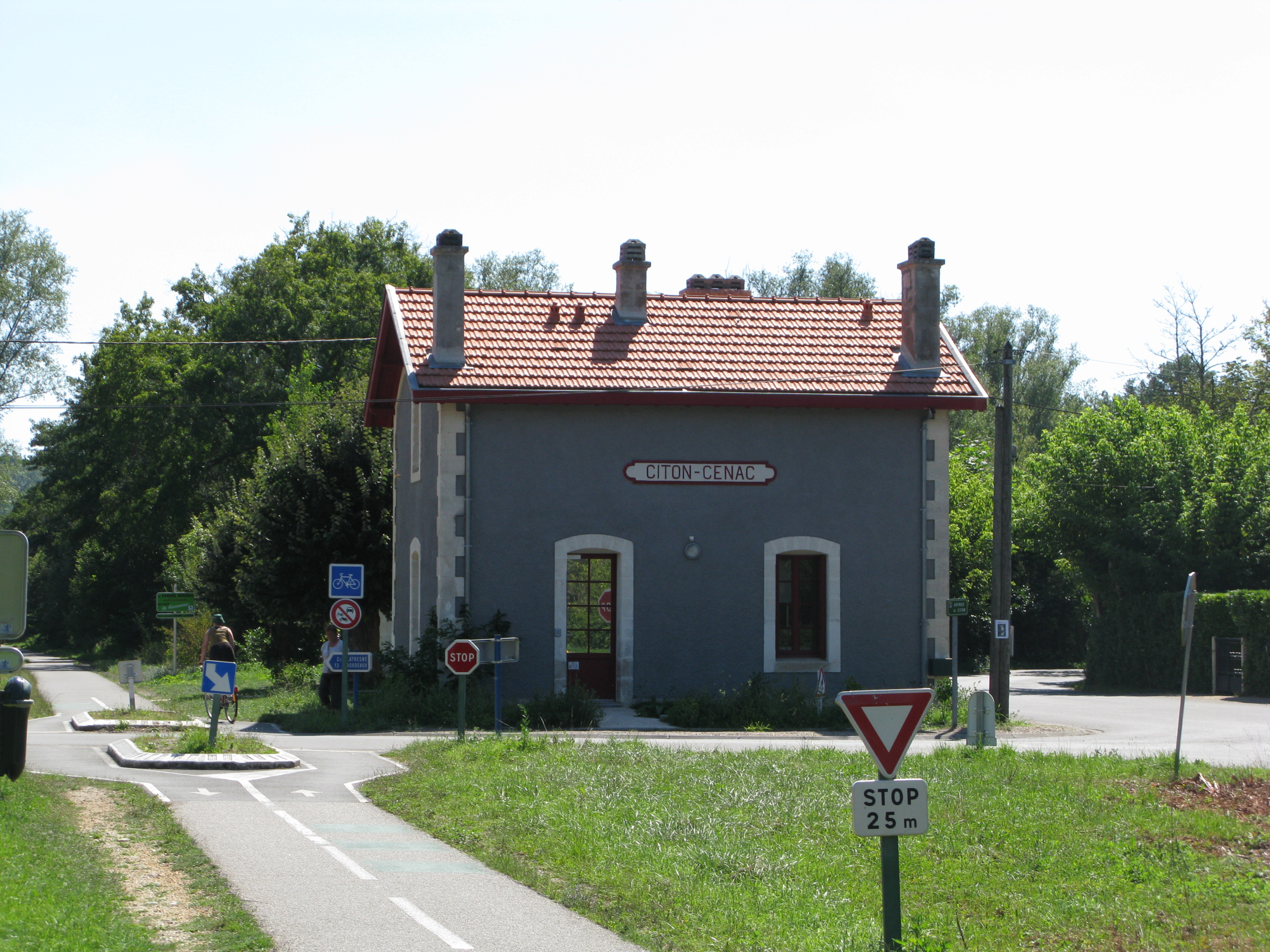
Bahnhof Citon-Cénac mit Voie verte, Sommer 2011

Erst zum 15. Oktober 1899, also unter der Leitung der PO, wurde die Strecke von La Sauve bis zur Bestandsstrecke Magnac-Touvre–Marmande um fast 70 km verlängert. Das beste Geschäftsjahr war 1914. Im Krieg ging die Wirtschaft und damit verbunden der Warenverkehr zurück. Ab 1928 gab es ein Busunternehmen, das eine ernste Konkurrenz für die Personenbeförderung darstellte, weil der Verkehr dadurch komfortabler wurde. Das letzte Zugpaar stellte 1951 seinen Dienst ein.
Am 27. Juni 1940 wurde der Verkehr für die Dauer des Zweiten Weltkriegs für Personenzüge eingestellt und danach nicht wieder eröffnet. Der Güterverkehr ging in vier Etappen zu Ende: Am 1. November 1953 der Abschnitt Sauveterre-de-Guyenne–La Sauvetat-du-Dropt, am 3. November 1969 Espiet–Sauveterre-de-Guyenne, nach anderen Quellen 1972, am 29. Mai 1988 Latresne–Espiet und am 9. April 2009 der verbliebene Teil Bordeaux-Benauge–Latresne. 1994 waren ab La Souys keine Schienen mehr montiert.
Im Jahr 1996 kaufte der Generalrat der Gironde das Bahngelände und baute die Strecke zu einem Radweg (Voie verte) um. Er beginnt in Latresne, wohin er von Bordeaux kommend auf dem rechten Garonneufer geführt wird und endet in Sauveterre-de-Guyenne. Dort trifft er auf den Fernradweg GR6 (Nantes–Nîmes).